# Ansoumane Kaba
Pour les articles homonymes, voir Kaba.
Ansoumane Kaba, né le 12 mai 1959 à Kankan, est un homme d'affaires guinéen. Il est le fondateur et Président Directeur Général de la société familiale GUITER (Guinéenne de Terrassement Routier). Il a été élu président du Conseil National du Patronat de Guinée.

## Biographie

### Enfance et formations
Ansoumane Kaba est le fils de Hadja Saran Fadima Kaba et de El Hadj N’Faky Kaba, un influent commerçant de Kola en Guinée.
Après des études à l’École Nationale de Formation Professionnelle, il va à l’université Gamal Abdel Nasser de Conakry et il y obtient son diplôme d'ingénieur en spécialité génie civil. 

### Carrière
En 1985, après son service militaire obligatoire, Ansoumane Kaba est engagé comme métreur à la STTP (Société Togolaise des Travaux Publics). Après ce poste, Il est nommé conducteur des travaux.

#### Promoteur de GUITER
Approché par la SOFINCO, une société belge d'infrastructures qui lui propose d’intégrer son équipe, il accepte à condition qu’il lui soit chargé de trouver le matériel nécessaire pour mener à bien les travaux. Quelques mois après, Ansoumane Kaba est nommé conducteur des travaux à SOFINCO. Ansoumane Kaba crée en 1989, la société GUITER (Guinéenne de Terrassement Routier).
Trente ans plus tard, GUITER S.A est le leader national dans les secteurs des mines et de la construction des routes aux côtés des entreprises chinoises, occidentales et africaines.

#### Président du CNP-Guinée (2015 - en activité)
Ansoumane Kaba a été élu en  2015, Président du CNP-Guinée (Conseil National du Patronat), le plus influent patronat de la République de Guinée. 

## Vie privée
Ansoumane Kaba épouse le 18 avril 1993 Kante Noumountenin avec qui il a 3 filles et 2 garçons.

## Distinctions
- 2019: Trophée FITA (Financing Investment and Trade in Africa)
- 2018: Champion d’Or de l’économie guinéenne par Guinea Company Awards
- 2017: Meilleur entrepreneur des travaux publics de Guinée décerné par Guinea Company Awards